# 四苯基丙炔
四苯基丙炔是一种有机化合物，化学式为C27H20，它是丙炔的四个氢全部被苯基取代的产物。它可由三苯氯甲烷和苯乙炔基溴化镁反应制得。它和二异丁基氢化铝反应，可以得到(Z)-1,3,3,3-四苯基丙烯。在三溴化铝存在下，它可以重排为1,1,3-三苯基茚。

## 拓展阅读
- Galla V. Karunakar, Mariappan Periasamy. . Tetrahedron Letters. 2006-05, 47 (21): 3549–3552  [2022-12-11]. doi:10.1016/j.tetlet.2006.03.097. （原始内容存档于2020-02-16） （英语）.
- Weiland, Heinrich; Kloss, Hellmut. New derivatives of triphenylmethane. Justus Liebigs Annalen der Chemie, 1929. 470: 201-223. ISSN 0075-4617. CODEN JLACBF.